# Kroger St. Jude International 1999
Il Kroger St. Jude International 1999 è stato un torneo giocato sul cemento indoor del Racquet Club of Memphis a Memphis nel Tennessee. 
È stata la 98ª edizione del Torneo di Memphis, facente parte dell'ATP International Series Gold nell'ambito dell'ATP Tour 1999.

## Campioni

### Singolare maschile
Tommy Haas ha battuto in finale  Jim Courier con il punteggio di 6–4, 6–1.

### Doppio maschile
Todd Woodbridge /  Mark Woodforde hanno battuto in finale  Sébastien Lareau /  Alex O'Brien con il punteggio di 6–4, 7–5.